# M-Style Ribbon Class
株式会社M-Style Ribbon Class（エムスタイルリボンクラス、英: M-Style Ribbon Class Corporation）は、日本初のリボン協会「M-Style Ribbon Class」の運営を行う名古屋市の企業である。
名古屋市を中心に全国に認定講師・認定校を広げている。

## 概要
全国初のリボン協会「M-Style Ribbon Class」の代表である仲村麻衣子が考案したリボンコースのレッスンを中心に行っている。
本部校では、少人数・完全予約制でリボン制作の基礎から応用まで幅広いレッスンを、また、制作だけでなくおうちサロンとしてインストラクター養成やディプロマの発行なども行っている。

## 沿革
- 2014年11月 - 全国初のリボン協会「M-Style Ribbon Class」を設立。
- 2015年10月 - 協会本部校を名古屋市千種区に移転。
- 2016年4月 - 株式会社M-Style Ribbon Classを設立。